# Salon Helga

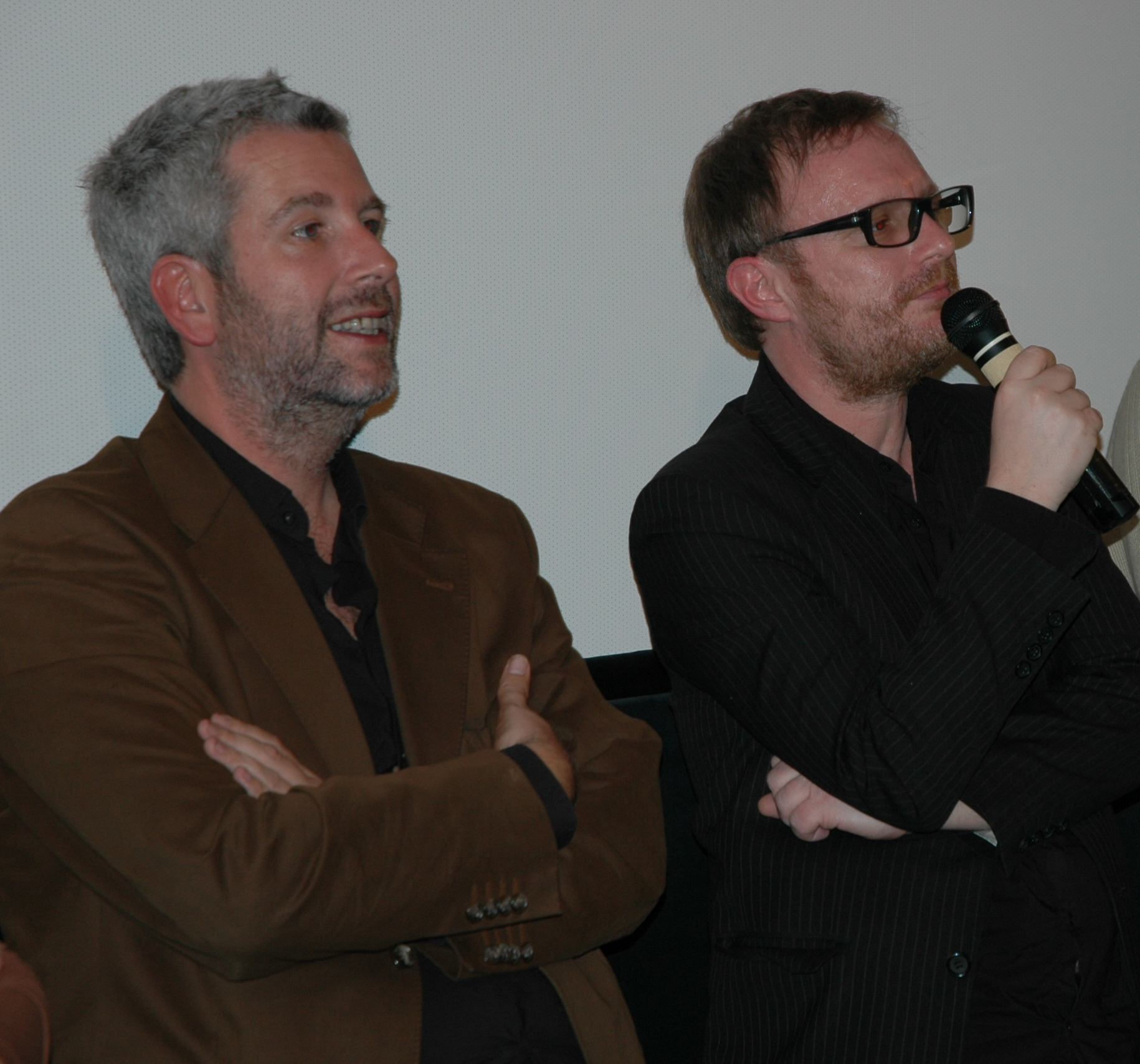
Stermann und Grissemann 2007

Salon Helga war eine wöchentliche Hörfunksendung mit satirischem Inhalt, die zwischen 1989 und 1994 auf dem österreichischen Rundfunksender Ö3 und zwischen Anfang 1995 und Juni 2014 im Programm von FM4 ausgestrahlt und vom Moderatorenduo Stermann & Grissemann gestaltet und moderiert wurde. Die Sendung dauerte anfänglich nur etwa eine halbe Stunde, bis sie auf 60 Minuten ausgedehnt wurde. Sie lief jeden Freitag zwischen 20.15 und 21.30 Uhr. Salon Helga war, neben dem Swound Sound System, eine der zwei FM4-Sendungen, die 1995 unverändert aus dem damaligen Ö3-Programm übernommen worden sind.

## Inhalt
Über die Jahre entwickelte das Duo seinen unverwechselbaren Stil, eine Mischung aus Absurdem, Literarischem und bewusst gesetzten plumpen Kalauern. Tragikomische Kurzgeschichten, Telefonscherzanrufe und Parodien auf andere Medien (beispielsweise die Alpensaga Wurzel, Tunten testen Jausenstationen oder die Castingshow Philomania) sind Hauptbestandteile der Sendung.
Einzig unverändert gebliebenes Element seit dem 19. Februar 1989 war der sogenannte „Moderne Gute-Nacht-Dialog“ am Ende jeder Sendung, der zum Schlusslied Tornerò von I Santo California gesprochen wird (gekürzte Fassung):
- Stermann: „Schlaf gut!“
- Grissemann: „Du auch!“
- Stermann: „Ich liebe dich.“
- Grissemann: „Du auch.“

Lediglich bei Sendungen, die nur von einem der beiden moderiert wurden, kam zum Teil die Soloversion vor: „Schlaf gut. Ich liebe dich.“

## Geschichte

### Von den Anfängen bis 1992
Salon Helga entstand ursprünglich als satirische Nische innerhalb der Ö3-Sendung ZickZack. Die beiden Protagonisten der Sendung, Christoph Grissemann und Dirk Stermann, hatten sich innerhalb der ZickZack-Redaktion kennengelernt und zunächst völlig ironiefreie Reportagen gestaltet. In den ersten Jahren verkörperten sie die Kunstfiguren Hans Herbert und Hans Christoph, was bis 2008 in der Signation zu erkennen war. Das Prägende wurde bereits damals gefunden – trockener Humor, unprofessionell wirkendes, linkisches Agieren als bewusst gesetzter Kontrast zum damaligen Mainstream der Jugendkultur, die im ORF durch Sendungen wie X-Large oder Die großen 10 verkörpert wurde. In dieser Zeit gab es auch noch nicht die nachher wichtige und typische Salon-Helga-Musik (siehe unten). Stattdessen wurde übliches Ö3-Musikprogramm gespielt. Zunächst war die Sendung innerhalb des Zickzack-Teams umstritten. Grissemann gab Anfang 2005 in einem Interview anlässlich des zehnjährigen Bestehens von FM4 an, der seinerzeitige Hauptabteilungsleiter Gesellschaft, Jugend und Familie, Rainer Rosenberg, habe die Sendung vor der Absetzung bewahrt.

### 1992 bis 2000
Als Martin Blumenau 1992 zum redaktionellen Leiter von ZickZack avancierte, wurde die Sendung, die sich mittlerweile eine gewisse feste Fangemeinde aufbauen konnte, zur wöchentlichen Institution, die Sendezeit wurde auf eine Stunde erweitert. Nach diesem Einschnitt begann sich das typische Musikprogramm zu entwickeln. Die dafür von den Salonisten, die sich von nun an auf Sendung gegenseitig per Du und mit Nachnamen ansprachen, getroffenen Rahmenbedingungen waren folgende: Der Titel musste in Deutschland produziert werden, einen deutschen Text haben und kein Hip-Hop sein. Ausnahmen dieser Regel bildeten in den folgenden Jahren die Aeronauten aus der Schweiz und die von den Salonisten selbst entdeckten Christoph & Lollo. Ab 1993 spielte Salon Helga jährlich am Karfreitag unter dem Motto „keine Witze – nur Musik“ ein reines Musikprogramm. Das erste deutschsprachige Album von Element of Crime, Damals hinterm Mond im Herbst 1991, fiel fast gleichzeitig mit dem gleichsam zum „satirischen Vollprogramm“ aufgestiegenen Salon Helga zusammen. So entwickelte sich zwischen Element of Crime und Salon Helga eine Partnerschaft: Die Neuerscheinung eines Albums von Element of Crime war stets der Anlass für eine Spezialausgabe, zuletzt am 30. September 2005. Aber auch Neuerscheinungen von Kabarett-CDs von Gerhard Polt, Hörbüchern von Rocko Schamoni oder Telefonscherz- und Hörspielproduktionen von Studio Braun wurden in den frühen 2000er Jahren ähnliche Sondersendungen eingeräumt.
In dieser Zeit, noch auf den Frequenzen von Ö3, entwickelten sich die unverwechselbaren Markenzeichen der Sendung: kleine Pointen, für die unverhältnismäßig lange, von professionellen Sprechern wie Nina Strehlein gelesene Einleitungen eingespielt werden. Daraus entwickelten sich absurde, kleine Geschichten, die bereits Gegenstand von germanistischen Untersuchungen wurden. So treffen etwa in einer Geschichte Ronnie Urini und Robert Lembke am Münchener Oktoberfest zusammen. Auch die Scherzanrufe, mit denen viele Hörer den Salon zuallererst in Verbindung brachten, vorzüglich weltweit in die Lobbys der Hilton-Hotel-Kette, bzw. auf der Suche nach Dean Martin, der angeblich betrunken in irgendeiner Hotelbar herumliege, wurden nach 1992 erstmals praktiziert.
1995 waren Grissemann und Stermann Gründungsmitglieder von FM4, wo die Sendung am 20. Januar 1995 erstmals ausgestrahlt wurde. Gleich im ersten Sendungsjahr von FM4 sorgten sie für einen (inszenierten) kleinen Medienskandal, indem sie in der Ausgabe vom 3. November 1995 bekanntgaben, in Zukunft getrennte Wege gehen zu wollen. Das wurde seinerzeit von großen Teilen des Publikums auch geglaubt. Im gleichen Jahr begannen sie mit der ironischen Kommentierung des Eurovision Song Contests und bekamen für eine für das Ö1-Kunstradio gestaltete einstündige Sendung den Prix Futur in der Kategorie Hörspiel & Information verliehen. Gleichzeitig verließen die beiden Radiomacher das Format Salon Helga innerhalb von FM4 und betreuten Sendungen wie Radio Blume und die jährliche Weihnachtssendung Weihnachten ohne Freunde.

### Salon Helga gegen Jörg Haider
Wegen der im Umfeld der Regierungsbildung in Österreich im Februar 2000 im Rahmen eines satirischen Interviews mit einer kleinen Kulturzeitung aus Steyr getätigten Aussage „Ich glaube, wenn man Haider derzeit stoppen wollte, müsste man ihn erschießen“ sah sich das Duo einer Anklage wegen Anstiftung zu Mord gegenüber. Als dieser Vorfall von Jörg Haider selbst Anfang Februar 2000 in einem ZIB-2-Liveinterview in den Tagen rund um den turbulenten Auftakt der Blau-Schwarzen Koalition öffentlich bekannt gegeben wurde, erhielten die Salonisten vom ORF sofortiges Sendeverbot. In dieser Zeit wurden auf dem Sendeplatz Wiederholungen gespielt. Das Interview wurde zwar kurzfristig zum Gegenstand von Parlamentsdebatten, Grissemann und Stermann konnten jedoch relativ rasch den Streit mit Haider beilegen, indem sie sich förmlich entschuldigten. Damit konnte der Salon noch vor dem Sommer 2000 erneut auf Sendung gehen.

### Teilnahme an der Song Contest Vorausscheidung 2002
In den Jahren seit der Jahrtausendwende begann sich der Stil der Sendung sehr langsam zu verändern. Galten Grissemann und Stermann in den 1990er Jahren noch über weite Strecken als Geheimtipp, wurden sie nun nach und nach einem größeren Publikum bekannt. 2002 nahmen die beiden mit dem Titel Das schönste Ding der Welt an der österreichischen Ausscheidung zum Song Contest teil und landeten auf dem zweiten Platz hinter Manuel Ortega. Am 25. Mai 2002 versahen sie den Song Contest zum letzten Mal mit ihren ironischen Kommentaren. Auffällig für Hörer, die die Sendung länger regelmäßig verfolgten, war die allmähliche Zurückdrängung der tragikomischen Kurzgeschichten. Insgesamt war ein Hang zur Improvisation festzustellen, hin zu einer Art ironischen Kamingespräches. Dennoch blieben bislang die wesentlichen Inhalte der Sendung bestehen: satirische Medienbeobachtung, vornehmlich vorproduzierte Serien für ihre Sendung Show Royale auf dem Berliner Sender Radio Eins wie Die Tierärztin vom Jadebusen oder Fräulein Achterbahn. In dieser Zeit wurden die klassischen Telefonstreiche merklich weniger, bis diese etwa mit Beginn der Fernsehsendung Willkommen Österreich komplett entfielen. Auch das Musikprogramm wurde seit 2002 auffällig breitfächiger, es gab keine so enge Rotation von Titeln wie früher.

### Neue Kennung
Mit den verstärkten Kabarett- und Fernsehtätigkeiten des Duos Stermann und Grissemann in der wöchentlich ausgestrahlten Sendung Willkommen Österreich hatte sich der Salon etwa seit Anfang 2008 zu einer fast reinen Talkshow gewandelt. Die Sendung ging im Juni 2008 in eine 14-wöchige Sommerpause, die längste in ihrer Geschichte. Einige Wochen später meldete sich die Sendung am gewohnten Sendeplatz mit leicht verändertem Namen Salon Royale (obwohl auf der FM4-Website weiterhin als Salon Helga angekündigt) und mit neuer Signation. Diese bestand aus der Eurovisionshymne und dem von einer weiblichen Stimme mit englischem Akzent gesprochenen Sendungstitel. Das war auf die Synchronisation der Sendung mit der Show Royale auf Radio Eins aus Potsdam zurückzuführen, worauf auch der Untertitel 3sat-Wochen/Drei-Sat-Wochen hinwies. Mit der Einstellung der Show Royale im Herbst 2011 kehrte allerdings die ursprüngliche Kennung ins FM4-Programm zurück. Die Musiktitel wurden nicht mehr gänzlich wie etwa bis 2005 von den beiden Moderatoren selbst ausgesucht, sondern es kamen verstärkt Titel aus dem gesamten Tagesprogramm von FM4 (jedoch meist deutschsprachige Interpreten) zum Einsatz.
Seit 19. September 2014 läuft auf dem ehemaligen Sendeplatz von Salon Helga (Freitagabend) die Sendung „Top FM4“ (Moderation: Hannes Duscher und Roland „Roli“ Gratzer).

## Salon Helga und Musik
Einige Lieder von vorwiegend deutschsprachigen Bands – darunter Mitglieder der Hamburger Schule – gelangten vor allem in den 1990ern durch Salon Helga zu einem regelrechten Kultstatus in Österreich. Einige Beispiele sind:
- Die Fabulösen Thekenschlampen (Scham, Wir schlampen rum, Toni, lass es polstern)
- Lassie Singers (Jeder ist in seiner eigenen Welt, Männliche Mitmenschen)
- Stoppok (Dumpfbacke)
- Bobbe Jaan (Ich steh an der Bar)
- Stereo Total (Dactylo Rock, Schön von hinten)
- Die Sterne (Was hat dich bloß so ruiniert?)
- Tocotronic (Sie wollen uns erzählen)
- Die Nuts (Ganz schön teuer, Aus einer heiligen Stadt)
- Mobylettes (Arrogant)
- JaKönigJa (Wer weiß?)
- Andreas Dorau (Angenehm stumpf)
- Die Schweine (Ich hab ein Foto von dir in meinem Portemonnaie, Pommesbude)
- Tülüvcrü (Getürkt)
- Samba (Glücklich und dumm)
- Guz und die Aeronauten (Countrymusik)
- Christoph & Lollo (Lebkuchenherz)
- Element of Crime (Die schönen Rosen)
- Rocko Schamoni (Der Mond)
- Funny van Dannen (Herzscheiße)
- PeterLicht aka. Meinrad Jungblut (Sonnendeck)
- Paula (Als es passierte)
- Jürgen Dose (Todesfalle Haushalt)
- Die Moulinettes (Herr Rossi sucht das Glück)
- Die Falschen Freunde (Falsche Freunde)
- 2raumwohnung (Wir trafen uns in einem Garten)
- Frederik Schikowski (Ich kannte dich erst kurz, doch ich fand dich ziemlich gut)
- Fred Adrett (Nie wieder tot)
- Ganz schön feist (Du willst immer nur ficken)
- Eläkeläiset (Dumkopf)

Außerdem überrascht die Sendung hin und wieder mit für eine moderne Jugendsendung eigentlich völlig untypischen Interpreten wie Harald Juhnke, Manfred Krug, Reinhard Mey und Nena. 1997 wurde zudem, nach dem Unfalltod von Prinzessin Diana, das Elton-John-Stück Candle in the Wind mehr als ausgereizt.
Eine sehr lange Zeit wurden im Salon Helga fast ausschließlich Musiktitel von Dean Martin gespielt. Das Motto lautete: „Wir spielen Dean Martin so lange, bis er stirbt.“ Das wurde aber eine Weile vor seinem Tod aufgegeben. Als Dean Martin am 25. Dezember 1995 tatsächlich starb, gab es eine Sondersendung.

## Von hinten
1994 erschien die erste (und einzige) CD von „Salon Helga“ unter dem Titel Von hinten mit Beteiligung der Gruppen Die fabulösen Thekenschlampen, Stoppok, Bobbe Jaan und den Lassie Singers, beim Label Spray (Sony Music Austria). Sie enthält u. a. die Klassiker Club Nostalgie, Abendbrot bei Pischhorns und Kindsein in Ohio mit Ink Röhr. Die CD gilt mittlerweile als Sammlerstück.